# Cañar (canton)
Pour les articles homonymes, voir Cañar (homonymie).
Cañar est un canton d'Équateur situé dans la province de Cañar et dont le chef-lieu porte aussi le nom de Cañar.